# The Browns

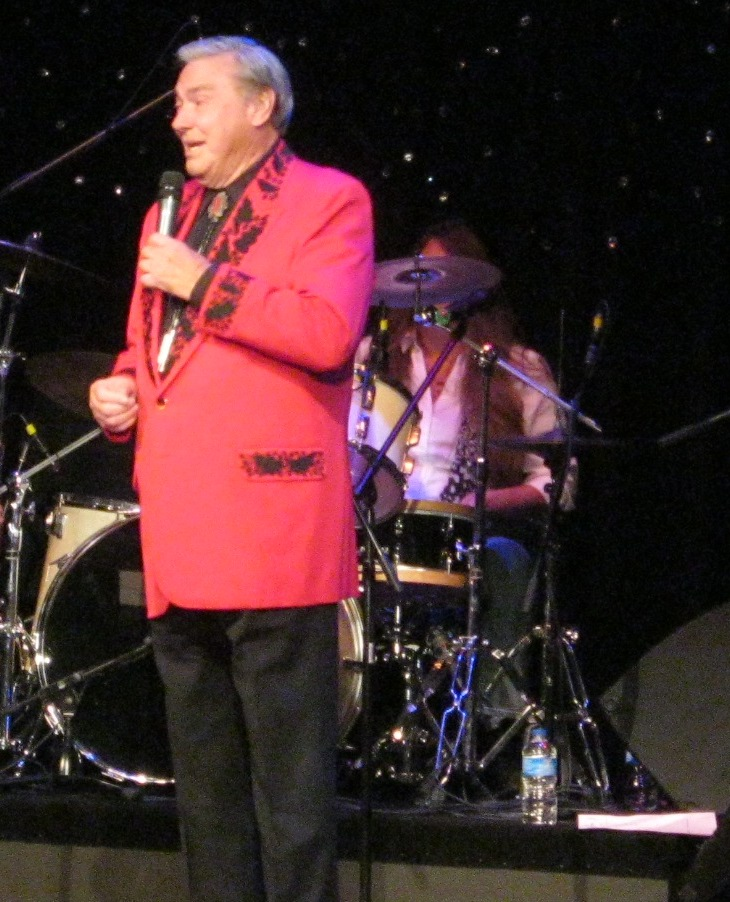
Jim Ed Brown (2012)

The Browns — американське вокальне тріо у стилі кантрі та народної музики, найвідоміші за хітом «The Three Bells», який отримав «Греммі» 1959 року. Гурт складався з Джима Еда Брауна та його сестер Максін і Бонні і мав тісну, рівну гармонію, характерну для нешвільського звучання, хоча їхня музика також поєднувала елементи фолку та естради. Гурт розпався в 1967 році і був включений до Зали слави кантрі-музики в березні 2015 року.

## Історія
Джеймс Едвард, старша сестра Максін та молодша сестра Бонні Браун співали окремо в Пайн-Блаффі, Арканзас до 1954 року, коли Максін і Джим Ед підписали контракт із студією як співочий дует. Вони заслужили національне визнання та гостьове місце в радіошоу Ернеста Табба за написану ними самим пісню «Looking Back to See», яка потрапила в першу десятку і залишилася на чартах до літа 1954 року. Пісня стане хітом знову майже через 20 років у виконанні Бака Оуенса та Сьюзан Рей у 1972 році.
До них приєднався в 1955 році недавня випускниця середньої школи, 18-річна Бонні, і гурт почав виступати на Louisiana Hayride в Шривпорті, штат Луїзіана. До кінця 1955 року тріо з'явилося на KWTO у Спрингфілді, штат Міссурі, і потрапило ще раз у топ-десятку хітів із «Here Today and Gone Tomorrow», що отримало поштовх завдяки їх виступам на «Ozark Jubilee» на ABC-TV, який Максиі Браун назвав «наш справжній прорив». Джим Ед та Максін вперше з'явилися на шоу як дует у 1955 році. Продюсер Сі Сіман підписав їх з RCA Victor у 1956 році, і незабаром у них з'явилися два основні хіти: «I Take the Chance» та «I Heard the Bluebirds Sing». У 1957 році група продовжувала записувати, поки Джим Ед був у відпустці, і сестра Норма заповнила його на гастролях як і Біллі Вокер.
У 1959 році The Browns випустили свій найбільший хіт, сингл «Three Bells», який досяг № 1 на Billboard Hot 100. Пісня також досягла 10-го місця в списку Billboard's Rhythm and Blues. Створена на основі французькомовної пісні під назвою «Les trois cloches», яка була хітом у Франції у виконанні Едіт Піаф, «The Three Bells» була продана в понад мільйон примірників і була номінований на «Рекорд року» і на «Найкращий груповий або вокальний виступ» у категоріях премії «Греммі» в 1959 році. Їх версія «Blue Christmas» досягла № 97 у чарті синглів Billboard Hot 100 у грудні 1960 року.
Брауни з'явилися на шоу Еда Салліван" та «American Bandstand», з піснями «Scarlet Ribbons (For Her Hair)» та « The Old Lamplighter», які також перебували в топах як на поп, так і на кантрі-чартах. З міжнародним визнанням вони широко гастролювали по Європі і мали подальший помірний успіх у музичних чартах країн. У 1963 році вони приєдналися до Гранд ол опрі.
Джим Ед почав записуватись як сольний артист для RCA Victor у 1965 році, і ці зусилля швидко почали затьмарювати записи тріо. Максін співала головний вокал у заключних синглах групи, що вийшли в 1968 році, «Big Daddy» і «I Will Bring You Water», а Джим Ед давав лише фоновий вокал. Тріо офіційно розійшлося в тому ж році, і Максін підписала контракт з Chart Records в 1969 році, результатом чого став невеликий хіт «Sugar Cane County».
У 1980-х роках The Browns почав періодично виступати з концертами вперше за майже 20 років. У 2006 році тріо виконало «The Old Lamplighter» та «The Three Bells» на телеканалі PBS у Country Pop Legends.
11 червня 2015 року Джим Ед Браун помер від раку легенів у віці 81 років. 16 липня 2016 року Бонні Браун також померла від раку легенів у віці 77 років. Максін Браун померла 21 січня 2019 року у віці 87 років від ускладнень хвороб серця та нирок.

## Дискографія

### Альбоми
| Рік  | Альбом                                | Лейбл              |
| ---- | ------------------------------------- | ------------------ |
| 1957 | Jim Edward, Maxine, and Bonnie Brown  | RCA Victor         |
| 1959 | Sweet Sounds by the Browns            | RCA Victor         |
| 1960 | Town & Country                        | RCA Victor         |
| 1960 | The Browns Sing Their Hits            | RCA Victor         |
| 1961 | Our Favorite Folk Songs               | RCA Victor         |
| 1961 | The Little Brown Church Hymnal        | RCA Victor         |
| 1963 | Grand Ole Opry Favorites              | RCA Victor         |
| 1964 | This Young Land                       | RCA Victor         |
| 1964 | Three Shades of Brown                 | RCA Victor         |
| 1965 | I Heard the Bluebirds Sing            | RCA Victor         |
| 1965 | When Love Is Gone                     | RCA Victor         |
| 1966 | Alone with You                        | RCA Victor         |
| 1966 | Our Kind of Country                   | RCA Victor         |
| 1966 | The Best of The Browns                | RCA Victor         |
| 1967 | The Old Country Church                | RCA Victor         |
| 1967 | Browns Sing the Big Ones from Country | RCA Victor         |
| 1968 | A Harvest of Country Songs            | RCA Camden         |
| 1984 | Rockin' Rollin' Browns                | Bear Family        |
| 1985 | 20 of the Best                        | RCA Victor         |
| 1986 | Looking Back to See                   | Bear Family        |
| 1993 | The Three Bells                       | Bear Family        |
| 1996 | Family Bible                          | Rock Bottom        |
| 2008 | The Complete Hits                     | Collector's Choice |

### Сингли
| Рік  | Сингл (сторона A, сторона B)                                                                    | Позиції у чартах | Позиції у чартах | Позиції у чартах | Позиції у чартах | Альбом                               |
| Рік  | Сингл (сторона A, сторона B)                                                                    | US Country       | US               | CB Country       | CB Pop           | Альбом                               |
| ---- | ----------------------------------------------------------------------------------------------- | ---------------- | ---------------- | ---------------- | ---------------- | ------------------------------------ |
| 1954 | «Looking Back To See» b/w «Rio De Janeiro» (Non-album track)                                    | 8                |                  |                  |                  | Jim Edward, Maxine, and Bonnie Brown |
| 1954 | «Why Am I Falling» b/w «Itsy Witsy Bitsy Me»                                                    |                  |                  |                  |                  | Без альбому                          |
| 1955 | «Draggin' Main Street» b/w «Your Love Is Wild As The West Wind» (Non-album track)               |                  |                  |                  |                  | Jim Edward, Maxine, and Bonnie Brown |
| 1955 | «Do Memories Haunt You» b/w «Jungle Magic»                                                      |                  |                  |                  |                  | Без альбому                          |
| 1955 | «Here Today and Gone Tomorrow» b/w «You Thought I Thought»                                      | 7                |                  |                  |                  | Без альбому                          |
| 1956 | «I Take The Chance» b/w «Goo Goo Dada» (Non-album track)                                        | 2                |                  |                  |                  | Three Shades Of Brown                |
| 1956 | «Just As Long As You Love Me» b/w «Don't Tell Me Your Troubles»                                 | 11               |                  |                  |                  | Без альбому                          |
| 1956 | «A Man With A Plan» b/w «Just-A-Lot-Of Sweet Talk»                                              |                  |                  |                  |                  | Без альбому                          |
| 1957 | «Money» b/w «It Takes A Long Long Train With A Red Caboose»                                     | 15               |                  |                  |                  | Без альбому                          |
| 1957 | «Getting Used To Being Lonely» b/w «I'm In Heaven»                                              |                  |                  |                  |                  | Без альбому                          |
| 1957 | «I Heard The Bluebirds Sing» b/w «The Last Thing I Want» (Non-album track)                      | 4                |                  | 20               |                  | Jim Edward, Maxine, and Bonnie Brown |
| 1957 | «True Love Goes For Beyond» b/w «The Man In The Moon»                                           |                  |                  |                  |                  | Без альбому                          |
| 1958 | «Crazy Dreams» b/w «Ain't No Way In The World»                                                  |                  |                  |                  |                  | Без альбому                          |
| 1958 | «Would You Care» b/w «The Trot»                                                                 | 13               |                  | 14               |                  | Без альбому                          |
| 1959 | «Beyond The Shadow» b/w «This Time I Would Know» (from I Heard The Bluebirds Sing)              | 11               |                  | 14               |                  | Без альбому                          |
| 1959 | «The Three Bells» b/w «Heaven Fell Last Night» (Non-album track)                                | 1                | 1                | 1                | 1                | Sweet Sounds By The Browns           |
| 1959 | «Scarlet Ribbons (For Her Hair)» b/w «Blue Bells Ring» (Non-album track)                        | 7                | 13               | 5                | 17               | Town & Country                       |
| 1960 | «The Old Lamplighter» /                                                                         | 20               | 5                | 12               | 8                | Town & Country                       |
| 1960 | «Teen-Ex»                                                                                       |                  | 47               |                  | 114              | Non-album track                      |
| 1960 | «Lonely Little Robin» /                                                                         |                  | 105              | 39               | 78               | The Browns Sing Their Hits           |
| 1960 | «Margo (The Ninth of May)»                                                                      |                  |                  | 35               | 89               | The Browns Sing Their Hits           |
| 1960 | «Whiffenpoof Song» /                                                                            |                  | 112              |                  | tag              | The Browns Sing Their Hits           |
| 1960 | «Brighten the Corner Where You Are»                                                             |                  |                  |                  | 114              | The Browns Sing Their Hits           |
| 1960 | «Send Me the Pillow You Dream On» b/w «You're So Much A Part Of Me» (Non-album track)           | 23               | 56               | 21               | 50               | I Heard The Bluebirds Sing           |
| 1960 | «Blue Christmas» b/w «Greenwillow Christmas»                                                    |                  | 97               |                  |                  | Без альбому                          |
| 1961 | «Ground Hog» /                                                                                  |                  | 97               |                  |                  | Our Favorite Folk Songs              |
| 1961 | «Angel's Dolly»                                                                                 |                  |                  | 41               |                  | Non-album track                      |
| 1961 | «My Baby's Gone» b/w «Whispering Wine» (Non-album track)                                        |                  |                  |                  |                  | I Heard The Bluebirds Sing           |
| 1961 | «Alpha And Omega» b/w «Foolish Pride»                                                           |                  |                  |                  |                  | I Heard The Bluebirds Sing           |
| 1962 | «Buttons And Bows» b/w «Remember Me»                                                            |                  | 104              |                  |                  | I Heard The Bluebirds Sing           |
| 1962 | «The Old Master Painter» b/w «It's Just A Little Heartache»                                     |                  | 118              |                  |                  | Без альбому                          |
| 1963 | «The Twelfth Rose» b/w «Watching My World Fall Apart»                                           |                  |                  | 40               |                  | Без альбому                          |
| 1964 | «Oh No!» b/w «Dear Teresa»                                                                      | 42               |                  | 49               |                  | I Heard The Bluebirds Sing           |
| 1964 | «Then I'll Stop Loving You» b/w «I Know My Place» (Non-album track)                             | 12               |                  | 20               |                  | The Best Of The Browns               |
| 1964 | «Everybody's Darlin', Plus Mine» b/w «The Outskirts Of Town»                                    | 40               | 135              | 16               |                  | Без альбому                          |
| 1965 | «I Feel Like Crying» b/w «No Sad Songs For Me»                                                  |                  |                  |                  |                  | Без альбому                          |
| 1965 | «You Can't Grow Peaches From A Cherry Tree»A b/w «A Little Too Much To Dream» (Non-album track) |                  | 120              | 21               | 134              | The Best Of The Browns               |
| 1966 | «Meadowgreen» b/w «One Take Away One»                                                           | 46               |                  | 30               |                  | Без альбому                          |
| 1966 | «I'd Just Be Fool Enough» b/w «Springtime»                                                      | 16               |                  | 29               |                  | Our Kind Of Country                  |
| 1966 | «Coming Back To You» b/w «Gigawackem» (from Our Kind Of Country)                                | 19               |                  | 17               |                  | Без альбому                          |
| 1967 | «I Hear It Now» b/w «He Will Set Your Fields On Fire» (from The Old Country Church)             | 54               |                  | 55               |                  | Без альбому                          |
| 1968 | «Big Daddy» /                                                                                   | 52               |                  | 55               |                  | Без альбому                          |
| 1968 | «I Will Bring You Water»                                                                        | 64               |                  |                  |                  | Без альбому                          |